# Ferrovia Termoli-Campobasso
La ferrovia Termoli-Campobasso è una linea ferroviaria del Molise che collega Campobasso a Termoli, e quindi alla linea adriatica. È interamente a binario unico ed attualmente non è elettrificata.
La tratta fra Guglionesi e Larino è in forte ascesa con frequenti tornanti, un percorso certamente di notevole interesse costruttivo e molto panoramico, che però limita molto velocità e prestazioni delle motrici Diesel.

## Storia
| Tratta                 | Inaugurazione   |
| ---------------------- | --------------- |
| Termoli–Larino         | 12 marzo 1882   |
| Larino–Casacalenda     | 21 gennaio 1883 |
| Casacalenda–Campobasso | 21 ottobre 1883 |

La linea fu prevista dalla legge Baccarini.
Il 15 dicembre 2001 furono soppresse le fermate di Castellino sul Biferno, Piane di Larino e Ripalimosani.
Il 9 dicembre 2016 il servizio è stato sospeso e sostituito con autobus per consentire lavori di potenziamento infrastrutturale tra le stazioni di Campobasso e Matrice, con passaggio dalla tecnologia di supporto alla condotta SSC a SCMT, realizzazione della nuova fermata di Campobasso San Michele e adeguamento infrastrutturale agli standard correnti della stazione di Matrice.
Fino all'estate 2017 era elettrificata la tratta iniziale da Termoli a Guglionesi-Portocannone, al fine di inoltrare direttamente i treni merci con trazione elettrica, provenienti dalle numerose aziende della zona industriale di Termoli, verso la linea Adriatica. Il cambio trazione avveniva infatti nell'ampio scalo merci, ora in stato di abbandono, della stazione di Guglionesi-Portocannone. Rimane tuttora traccia solamente della palificazione e di alcune mensole di sostegno della catenaria rimossa completamente fino a poco prima della stazione di Termoli.
La mattina dell'8 agosto 2020, al termine dei lavori che hanno interessato l'infrastruttura, partono dal deposito locomotive di Benevento via Foggia cinque ALn 663 destinate ad effettuare servizio sulla tratta.
Il 9 agosto 2020 la linea ferroviaria è stata riattivata con due coppie giornaliere di treni, mediante materiale ALn 663 e, nei giorni successivi, anche mediante Minuetto diesel.
Secondo il Piano Commerciale - Edizione speciale PNRR di R.F.I., è previsto l'ammodernamento tecnologico e l'elettrificazione da Termoli a Matrice. I lavori dovrebbero essere completati nel 2026, anche se attualmente la linea non è interessata da alcun cantiere. I predetti potenziamenti sono ricompresi anche nel Piano Commerciale 2022 - 2031 di R.F.I. presentato nel mese di maggio 2022.
Nel marzo 2023 la linea è stata di nuovo sospesa. Attualmente (fine 2024) il tragitto è servito da autobus sostitutivi.

## Caratteristiche
| Unknown route-map component "dCONTgq" | Unknown route-map component "STR+r" | Unknown route-map component "d" |

| Station on track |

| Unknown route-map component "d" | Unknown route-map component "ABZgl" | Unknown route-map component "dCONTfq" |

| Unknown route-map component "SKRZ-Au" |

| Unknown route-map component "eBHF" |

| Unknown route-map component "hKRZWae" |

| Non-passenger station/depot on track |

| Unknown route-map component "eHST" |

| Non-passenger station/depot on track |

| Station on track |

| Station on track |

| Unknown route-map component "eHST" |

| Small non-passenger station on track |

| Station on track |

| Station on track |

| Unknown route-map component "eHST" |

| Station on track |

| Unknown route-map component "eHST" |

| Unknown route-map component "dBST" |

| Station on track |

| Continuation forward |